# Hænderne op!
Hænderne op! er en dansk børnefilm fra 1997 med instruktion og manuskript af Morten Henriksen.

## Handling
Olivers far og mor er som forældre flest travle mennesker og bruger den stramme fru Brusse som børnepasser for Oliver på seks år og Louise på to. Fru Brusses forhistoriske opfattelse af børneopdragelse irriterer dog Oliver, som meget hellere vil passes af den lækre 16-årige Josephine. Ved hjælp af en nødløgn aflyser han fru Brusse, men er så alene hjemme med lillesøster Louise. Det er for så vidt i orden - indtil Oliver smækker sig ude og dermed Louise inde i huset. Nu er gode råd dyre.

## Medvirkende
- Oliver Miehe-Renard - Oliver
- Louise Marie Post - Louise
- Tammi Øst - Mor
- Lily Weiding - Fru Buus
- Ole Lemmeke - Far
- Amelia Høy - Josepines veninde
- Josephine Nørring - Josephine, barnepige